# Технологическая школа IBM
Технологическая школа IBM — международная программа компании IBM по обучению школьниц по всему миру современным информационным технологиям, стартовавшая в 1999 году.

## Цели обучения
Целью школы является продвижение современных технологий среди девочек, так чтобы им было проще посвятить свою жизнь науке. Компания IBM на основании ряда опросов и исследований сделала вывод, что только 25 % девочек выбирают профессию, связанную с математикой и информационными технологиями, поэтому компания решила организовать специальные школы для популяризации технологий среди школьниц. Преподавателями являются сотрудники компании IBM на добровольной основе.

## Технологические школы в России
Первая Технологическая школа IBM прошла 7-10 ноября 2006 года в московском офисе компании. В школе приняло участие 25 школьниц из нескольких школ Москвы. В дальнейшем компания отказалась от проведения учебных мероприятий только для школьниц, устроив курсы для школьников Беслана, Владикавказа, Москвы, а также ряда других городов.